# Maharînți, Starokosteantîniv
Maharînți (în ucraineană Махаринці) este un sat în comuna Korjivka din raionul Starokosteantîniv, regiunea Hmelnîțkîi, Ucraina.

## Demografie
Componența lingvistică a localității Maharînți
     Ucraineană (99,6%)
     Alte limbi (0,4%)
Conform recensământului din 2001, majoritatea populației localității Maharînți era vorbitoare de ucraineană (99,6%), existând în minoritate și vorbitori de alte limbi.